# Rantau Ngarau
Rantau Ngarau is een bestuurslaag in het regentschap Merangin van de provincie Jambi, Indonesië. Rantau Ngarau telt 650 inwoners (volkstelling 2010).